# Дамаскін (Кіаметіс)
Митрополи́т Дамаскі́н (грец. Μητροπολίτης Δαμασκηνός Κιαμέτης; (1975 , Пірей, Attica Prefectured )) — єпископ Елладської православної церкви, митрополит Етолійський і Акарнанійський (з 2022).

## Біографія
Народився 1975 року в Піреї, у Греції.
1997 року закінчив кафедру пастирського та соціального богослов'я богословського інституту Афінського університету.
1997 році митрополитом Пірейським Каллініком (Карусосом) був пострижений у чернецтво і висвячений у ієродиякона. Служив архідияконом у Димитріадській митрополії та з 1998 по 2003 рік був секретарем особистої канцелярії митрополита Ігнатія.
У червні 2002 року його духовник митрополит Димитріадський Ігнатій (Георгакопулос) хіротонізував його в ієромонаха. З 2003 року був митрополичим епітропом, а з 2006 року — протосинкелом, координуючи всю пастирську, місіонерську та громадську діяльність Димитріадської митрополії. Був також головою Ради митрополії, був організатором щомісячних зборів духовенства, пастирських семінарів, був директором єпархіального журналу «Πληροφόρηση» (2002—2012) і завідувачем книгарні митрополії та єпархіальним дитячим садком.
Був настоятелем храму Вознесіння Христового у Волосі, брав участь у відновленні каплиці святого Нектарія Егинського, а також реконструкції церкви святого Лазаря Четверодневного на новому кладовищі Волоса.
6 жовтня 2022 року Священним синодом ієрархії Елладської православної церкви був обраний для висвячення в сан митрополита Этолійського й Акарнанійського.
9 жовтня 2022 року в кафедральному соборі Благовіщення в Афінах відбулася його архієрейська хіротонія, яку здійснили: архієпископ Ієронім II, митрополит Самоський Євсевій (Пистолис), митрополит Димітріадсій Ігнатій (Георгакопулос), митрополит Сидерокастрський Макарій (Філофеу), митрополит Неаполиський і Ставрупольський Варнава (Тіріс), митрополит Лефкаський й Ітакський Феофіл (Манолатос), митрополит Неа-Іонійський Гавриїл (Папаніколау), митрополит Лариський і Тірнавський Ієронім (Ніколопулос) і митрополит Поліанійський та Кілкисийський Варфоломей (Антоніу).